# Czojr
Czojr (mong. Чойр) – miasto w Mongolii, stolica administracyjna ajmaku gobijsko-sumberskiego, położone 200 km na południowy wschód od Ułan Bator, na szlaku Kolei Transmongolskiej.
W 2010 roku liczyło 8,5 tys. mieszkańców. Stolica ajmaku od 1994, w związku z utworzeniem nowego ajmaku.
Osada powstała wokół klasztoru lamajskiego, zniszczonego później w 1937 przez komunistów. Po zniszczeniu klasztoru zbudowano nieopodal Czojr wielką bazę wojskową Armii Czerwonej (lotniczą), zlikwidowaną w 1989. W samym mieście były duże dzielnice zajmowane przez wojskowych, obecnie opuszczone.
W mieście znajduje się (stan na 2008) Muzeum Ajmaku i klasztor lamajski powstały na początku lat 90. XX w.